# Sinatruk I. Partski
Sinatruk I. Partski (Sanatruk) (oko 157. pr. Kr. - 70. pr. Kr.) je bio vladarom Partskog Carstva. Vladao je od oko 77. pr. Kr. do oko 70. pr. Kr. Bio je iz dinastije Arsakida.
Njegov neposredni prethodnik nije poznat, pa postoji prekid u povijesnim zapisima. Prvi prethodnik za kojeg se zna je Orod I. Partski, koji je vladao do 80. pr. Kr.
Prema djelima koje se priisuje Lucijanu iz Samosata, u nemirnim vremenima nakon smrti Mitridata II. oko 88. pr. Kr., za kralja su ga postavili Sački ( Sacaraucae, Saka) Skiti, predindoeuropsko pleme srodno Partima. To skitsko pleme je navalilo na Iran oko 77. pr. Kr.
Sinatruka, kralja Partije, vratili su sački Skiti u njegovu zemlju kad je imao osamdeset godina. Preuzeo je prijestolje i bio na njemu sedam godina. Makrobioi, 15
Sinatruk je umro oko 70. pr. Kr., a naslijedio ga je sin Fraat III. Partski.